# Трищетинник альпійський
Трищетинник альпійський (Trisetum alpestre) — вид трав'янистих рослин родини тонконогові (Poaceae), поширений у Карпатах та Альпах.

## Опис
Багаторічна рослина 20–30 см завдовжки. Піхви довші ніж відповідні міжвузля. Стебло з 2 вузлами, верхній з них розташований в нижній чверті стебла. Листки завширшки 1–2.5 мм, з виступаючими широкими жилками, які не вужчі, ніж проміжки між ними. Колоски 6–7 мм довжиною, 2–3-квіткові, жовтувато-зелені. Нижня квіткова луска 4–5.5 мм завдовжки, з остю 7–8 мм завдовжки.

## Поширення
Європа: Австрія, Чехія, Франція, Німеччина, Швейцарія, Італія, Польща, Румунія, Словаччина, Словенія, Україна.
В Україні зростає на відслоненнях вапняків і пісковиків в альпійському поясі — в Карпатах, рідко (хр. Свидовець, Чорногора, Чивчинські гори, хр. Чорний Діл). Входить до переліків видів, які перебувають під загрозою зникнення на територіях Закарпатської й Чернівецької областей.